# Бомбардир (жук)
Бомбардиры — жуки из двух подсемейств жужелиц: Brachininae и Paussinae, из которых более известно первое. Название получили благодаря своеобразному защитному механизму. Они способны более или менее прицельно выстреливать из желёз в задней части брюшка саморазогревающейся смесью химических веществ. Температура смеси в момент выстрела достигает 100 °C, а её выброс сопровождается громким звуком.

## Описание
Подсемейства Brachininae и Paussinae представляют собой две ветви бомбардиров.
Бомбардиры распространены на всех континентах, кроме Антарктиды. Лучше всего известны представители Brachininae. Это средних размеров жуки, длиной от нескольких мм до 1—3 см. Чаще всего они имеют тёмноокрашенные надкрылья и ярких цветов голову, грудь и ноги. Ведут ночной образ жизни, днём прячась под камнями, брёвнами и т. д., сбиваясь при этом в группы. Как и большинство видов жужелиц, к полёту не способны. Личинки паразитируют на других жуках и их куколках.
Paussinae не менее распространены и довольно разнообразны. Представители трибы Ozaenini хищники, также ведут ночной образ жизни. Paussini и Protopaussini — мирмекофилы и живут в гнёздах муравьёв. Отличительной особенностью первых являются крупные, сильно видоизменённые антенны.

## Защитный механизм
Наличие развитых парных желёз на конце брюшка, выделяющих токсичные и пахучие вещества характерно для всех представителей подотряда Adephaga. Однако способностью выстреливать горячей жидкостью обладают лишь жуки-бомбардиры. Механизм работы их желёз лучше всего изучен для представителей подсемейства Brachininae.

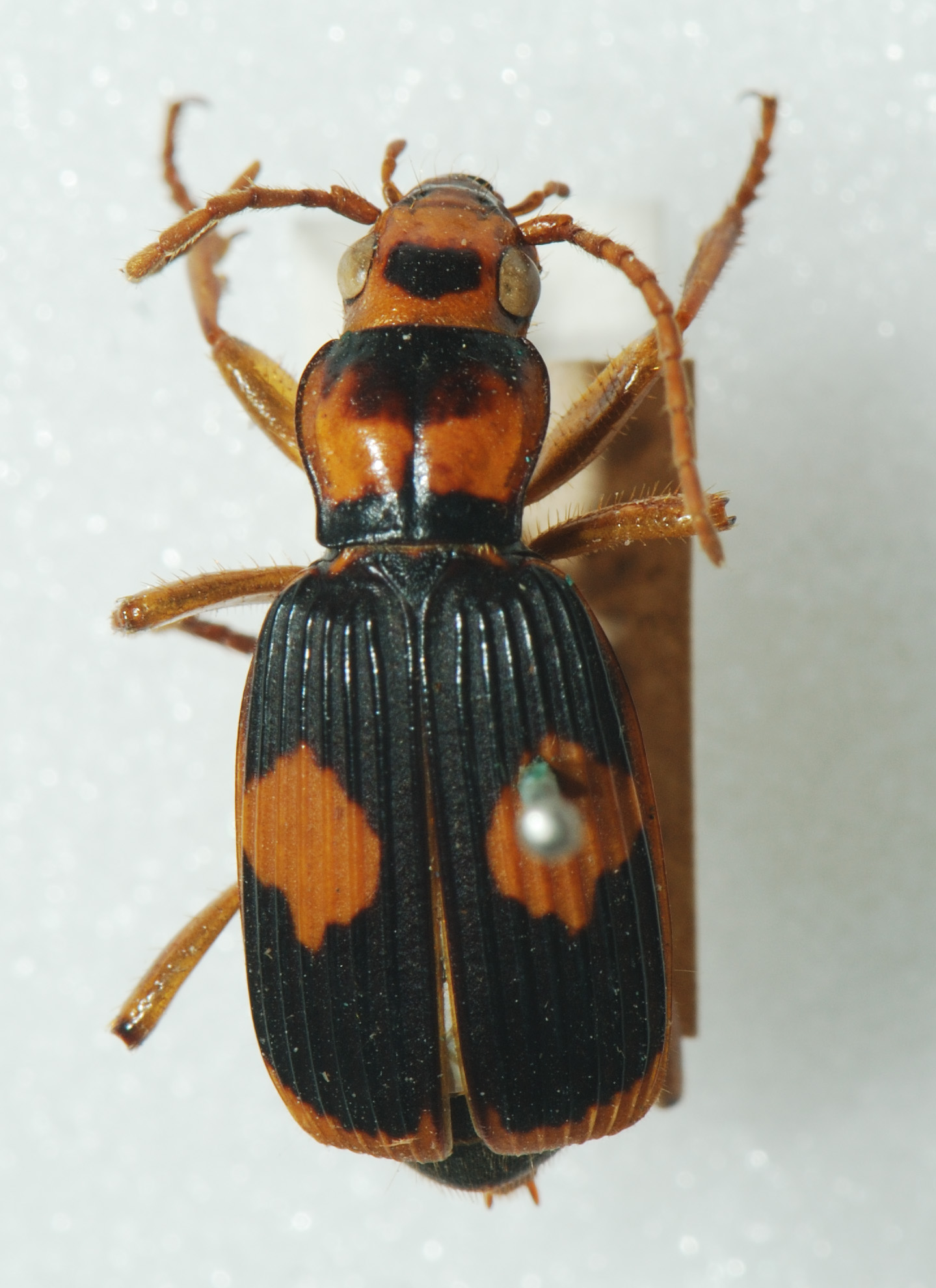
Pheropsophus verticalis (триба Brachinini)

Эти жуки обладают двумя симметрично-расположенными железами внутренней секреции, каждая из которых через длинный канал выделяет в собственный резервуар смесь гидрохинонов и пероксида водорода. С резервуарами связаны реакционные камеры меньшего размера, обладающие плотными толстыми стенками. В них содержится каталаза и пероксидаза. Во время выстрела стенки первого резервуара сжимаются и смесь реагентов поступает в реакционную камеру. Там под действием ферментов из пероксида водорода образуется атомарный кислород. Он окисляет гидрохиноны до хинонов (в основном 2-метил-1,4-бензохинон). Обе реакции экзотермические и вызывают разогрев смеси до 100 °C. Появление в реакционной камере кислорода увеличивает объём вещества и оно выбрасывается наружу через отверстия на кончике брюшка. Этот кончик у Brachininae подвижен и позволяет направлять струю жидкости точно на врага. Для Stenaptinus insignis известно, что выстрел длится 8—17 мс, причём он состоит из 4—9 непосредственно следующих друг за другом выбросов горячей жидкости со скоростью около 10 м/с. В лабораторных условиях после недельного покоя бомбардиры способны делать от 10 до 30 выстрелов, прежде чем у них истощится запас реагентов.
Представители подсемейства Paussinae обладают менее подвижным брюшком и при необходимости атаковать врага, находящегося спереди, они выпускают горячую жидкость на специальные выступы надкрылий, направляющие её вперёд. Лучше всего эти выступы видны у жуков трибы Ozaenini. Goniotropis nicaraguensis (Ozaenini) выбрасывает непульсирующую струю со скоростью 2,4 м/с.
Более примитивный механизм защиты описан у представителей трибы Metriini. Они не формируют струи, как остальные бомбардиры, а выделяют пузырящуюся и брызгающуюся в разные стороны жидкость, содержащую в основном неметилированные хиноны и не такую горячую (55—77 °C). Их брюшко также малоподвижно, однако вместо коротких выступов, подобно трамплинам направляющих жидкость в сторону от тела жука, они имеют длинный канал, проводящий её вдоль надкрылий до самого их основания, где она уже начинает пузыриться.

## Классификация
- Brachininae Bonelli, 1810
  - Brachinini
    - Роды: Brachinus — Brachynillus — Mastax — Pheropsophus — Stenaptinus

  - Crepidogastrini
- Paussinae Latreille, 1807
  - Paussini
    - Подтриба Carabidomemnina Wasmann, 1928
    - Подтриба Cerapterina Billberg, 1820
    - Подтриба Heteropaussina Janssens, 1953
    - Подтриба Homopterina Wasmann, 1920
    - Подтриба Paussina Latreille, 1807
      - Род Paussus

    - Подтриба Pentaplatarthrina Jeannel, 1946

  - Protopaussini Gestro, 1892
    - Род Protopaussus Gestro, 1892

  - Ozaenini
    - Роды: Eustra — Itamus — Mystropomus — Pseudozaena — Physea — Pachyteles — Ozaena …

  - Metriini
    - Роды: Metrius — Sinometrius